# Jaisalmer
Jaisalmer, nadimka Zlatni grad, grad u indijskoj saveznoj državi Radžastanu, smješten u središt pustinje Thara, nedaleko pakistanske granice.

## Povijest
Stari grad Jaisalmer podigao je 1156. godine Mahamarawal Jaisal Singh iz obitelji Bhatti Rajpur, koja je prema vlastitom shvaćanju potekla od Krišne. Osnivač Maharawal Jaisal smatrao je tadašnji glavni grad Ludhawu nedovoljno sigurnom prijestolnicom pa je odlučio sagraditi grad-tvrđavu Sonar Kilma (hindi: Zlatna tvrđava) na 75 metara visokom brdu Trikuti. ↓1 Njegovi nasljednici obogatili su se unosnom trgovinom draguljima, svilom i opijumom, jer je grad izrastao u važno trgovačko središte karavanskoga puta između Afganistana i Središnje Azije kao dio Puta svile.
Trgovački, gospodarski i kulturni procvat grad doživaljava tijekom 17., 18. i 19. stoljeća kada se razvija u i oko tvrđave, a bogati trgovci grade kuće i kamene palače havele, čija su pročelja zahvaljujući mekoći pješčenjaka ukrašena raskošnim filigranski isklesanim cjetnim motivima i ornamentima. Krajem 19. stoljeća pad važnost Jaisalmera kao trgovačkog središta zbog gradnje i razvoja morskih luka u Suratu i Mumbaiju. Zahvaljujući znamenitom filmu Sonat Kella iz 1974. indijskog redatelja Satyajita Raya 1980-ih počinje razvoj turizma, koji je svoj uzlet doživio nakon sještanja Jailsamerske tvrđave na Unescove svjetske baštine.

## Zemljopis

### Klima
Jaisalmer je najveći okrug Radžastana, sa sjevera i jugozapada "obgrljen" pakistanskom granicom. Smješten je sušnom (aridnom) prostoru pustinje Thar iizložen utjecajima njezine pustinjske klime s naglim i velikim razlikama u izmjeni temperatura između dana i noći. Najveća prosječna ljetna temperatura izmjerena u gradu iznosila je 49 °C, a najniža 25 °C, dok je naviša zimska iznosila 23,6 °C, a najniža 5 °C. Najviša ikad izmjerena temperatura u gradu iznosila je 50 °C, a najniža -5,9 °C. U okolici grada te su razlike još izraženije. Prosječne godišnje oborine iznose 209,5 mm.

### Vodoopskrba
Jedan je od najsušnijih gradova u Indiji, a problem vodoopskrbe rješavao se još 1367. izgradnjom umjetnog jezera Gadsisar radi sakupljanja kišnice, tada glavnog izvora pitke vode. Jezero je smješteno na vanjskoj, sjeverozpadanoj strani grada. Oko njega su smješteni gatovi i hramovi oko kojih se svake godine u ožujku i travnju održava festival proljeća, obilja i bračne vjernosti poznat i kao Ganguar. S druge strane, u tvrđavi gornjeg grada upravo je voda najveći problem, zbog čega je u njoj izgrađen razgranazi odvodni sustav osmišljen tako da kišnica uskim i kosim kanalima u četiri pravca, vrlo brzo otječe iz tvrđave do vodospremišta, kojim su se stanovici gornjeg grada stoljećima opskrbjlivali. Stanovnici džaisalmerske tvrđave dobili su novi kanalizacijski i vodoopskrbni sustav 1960-ih, čiji su kanali s vremenom počeli popuštati te se voda počela sijevati prema temeljima građevina, što je uzrokovalo njihovo urušavanje.